# Dušan Uhrin
Dušan Uhrin (Zsitvaújfalu, 1943. február 5. –) szlovák labdarúgóedző, korábbi csehszlovák labdarúgó.

## Pályafutása

### Edzőként
1994 és 1997 között a cseh válogatott szövetségi kapitánya volt. Irányításával bejutottak az 1996-os Európa-bajnokság döntőjébe és harmadik helyen végeztek az 1997-es konföderációs kupán.

## Sikerei, díjai
Belouizdad
- Algériai kupa (1): 1978

AÉ Lemeszú
- Ciprusi kupa (1): 1989

Sparta Praha
- Csehszlovák bajnok (2): 1990–91, 1992–93
- Csehszlovák kupa (1): 1991–92

en-Naszr
- Kupagyőztesek Ázsia-kupája (1): 1998

Dinamo Tbiliszi
- Grúz bajnok (1): 2007–08

Csehország
- Európa-bajnoki döntős (1): 1996
- Konföderációs kupa bronzérmes (1): 1997

## Külső hivatkozások
- Dušan Uhrin (angol nyelven). worldfootball.net